# Ґоґолево (Тчевський повіт)
Ґоґолево (пол. Gogolewo) — село в Польщі, у гміні Ґнев Тчевського повіту Поморського воєводства.
Населення — 333 особи (2011).
У 1975-1998 роках село належало до Гданського воєводства.

## Демографія
Демографічна структура станом на 31 березня 2011 року:
|          | Загалом | Допрацездатний вік | Працездатний вік | Постпрацездатний вік |
| -------- | ------- | ------------------ | ---------------- | -------------------- |
| Чоловіки | 172     | 45                 | 111              | 16                   |
| Жінки    | 161     | 37                 | 97               | 27                   |
| Разом    | 333     | 82                 | 208              | 43                   |